# Storholmen (Fusa)
Ne doit pas être confondu avec Storholmen, Storholmen (Kvinnherad), Storholmen (Bergen), Storholmen (Etne), Storholmen (Lindås), Storholmen (Masfjorden) ou Storholmen (Osterøy).
Storholmen, est une île dans le landskap Sunnhordland du comté de Vestland. Elle appartient administrativement à Bjørnafjorden.

## Géographie
Rocheuse et couverte d'arbres, elle s'étend sur environ 767 m de longueur pour une largeur approximative de 361 m.